# Карась Петро Прокопович
Петро́ Проко́пович Кара́сь (8 січня 1938, село Коханівка, нині Полонського району Хмельницької області — 16 серпня 2019, Хмельницький) — український поет. Член Національної спілки письменників України (від 1969 року). Заслужений журналіст України (1997).

## Біографія
Петро Карась народився у родині колгоспника. Закінчив семирічку та Славутське педагогічне училище. У 1956—1960 роках був студентом факультету жураністики Київського університету. З четвертого курсу пішов працювати до редакції обласної газети «Радянське Поділля» (нині «Подільські вісті») в Хмельницькому. 1961 року закінчив університет заочно.
1962 року став членом КПРС. 1974 року в Києві закінчив Вищу партійну школу при ЦК Компартії України.
У «Радянському Поділлі» працював завідувачем відділу культури та шкіл. Був редактором обласної молодіжної газети «Корчагінець» (Хмельницький).
Був головою секції Хмельницького обласного товариства інвалідів.
Помер 16 серпня 2019 р.

## Творчість
З першими поезіями виступив у районній газеті в Славуті, коли ще навчався в педагогічному училищі. 1965 року дебютував поетичною збіркою «Озаріння». 1967 року побачила світ друга збірка віршів поета — «Два крила». Далі вийшли збірки «Червонозем» (1972), «За правом — жить!» (1985), «Колиска», «Соломія», «Жінка», «Вибране», «Кардіограма», «Соната подільської осені», «Небо і земля», «Часу вічний чар», «Високе причастя», «Житечка жменя», «Серце підказало…», «Сон-трава», «Ромен цвіте», «Мазепа», «Будьмо гонорові!», «Невозводи», «Ти — божественна!», «Спасибі!», книга вибраного «Свята моя любов».
Автор художньо-документальних нарисів «Хмельниччина» (1975), «Ударна ланка» (Львів: Каменяр, 1985) — про Героя Соціалістичної Праці, ланкового механізаторів колгоспу «Іскра» Хмельницької області М. М. Янчука, повісті «Викликаю вогонь», роману «Буремний Буг».
На вірші Карася композитори написали низку пісень («Вкраїно, матінко моя», «Дві троянди», «Гуляйполе», «Віват, Хмельницький!» та інші). Окремі твори перекладено російською, болгарською мовами.

## Премії, звання
Лауреат обласних літературних премій «Корчагінець» та імені Микити Годованця, Хмельницької міської премії імені Богдана Хмельницького.
4 грудня 1997 року за самовіддану працю, активну гуманістичну і громадську діяльність надано звання «Заслужений журналіст України».